# Thaumantis ramdeo
Thaumantis ramdeo är en fjärilsart som beskrevs av Moore 1857. Thaumantis ramdeo ingår i släktet Thaumantis och familjen praktfjärilar. Inga underarter finns listade i Catalogue of Life.